# Iniciativa de Bakú
La Iniciativa de Bakú és una iniciativa internacional de la Unió Europea. És un diàleg polític sobre cooperació en matèria de transport i energia dins de la Unió Europa, Turquia i les antigues repúbliques soviètiques, empès en marc del programa d'energia INOGATE i del de transport TRACECA.

## Història
La Iniciativa de Bakú es va originar a partir de la Política Europea de Veïnatge llançada el 2004. El 13 de novembre de 2004 es va fer a Bakú la Primera Conferència Ministerial sobre Cooperació en Energia entre la UE i els estats litorals del mar Negre, de la mar Càspia i dels seus veïns. Les conclusions d'aquesta conferència es van conèixer amb el nom d'Iniciativa de Bakú. Alhora, es va celebrar una conferència ministerial de transport que va resultar en un anunci formal el 14 de novembre, donant suport al marc del programa de la UE TRACECA. Es va fer una segona conferència ministerial després de la Iniciativa Energètica a Astanà el 30 de novembre de 2006, i una segona conferència ministerial de transport a Sofia entre el 2 i el 3 de maig de 2006.

## Objectius

### Energia
La iniciativa té com a objectiu millorar la integració dels mercats d'energia dels països que participen en el mercat d'energia de la UE per tal de crear mercats transparents i capaços d'atreure inversions, a més de millorar la seguretat del subministrament d'energia. Alguns autors descriuen aquest objectiu un finançament i inversió europea pel desenvolupament d'infraestructures a canvi de seguretat en el subministrament als mercats europeus.
Els objectius de la iniciativa són l'harmonització dels estàndards legals i tècnics per crear un mercat d'energia integrat funcional d'acord amb els marcs legals i reguladors internacionals i de la Unió Europea; millorar la seguretat dels subministraments d'energia estenent i modernitzant infraestructura existent; substituir infraestructures de generació de fonts de subministrament d'energia antigues i ineficients per infraestructures més sostenibles a nivell medioambiental; desenvolupar noves infraestructures i implementar un sistema de monitorització del seu funcionament; millorar el subministrament d'energia i la gestió de la demanda a través de la integració de sistemes energètics eficients i sostenibles; i promoure el finançament de projectes d'energia viables a nivell comercial i ambiental que siguin d'interès comú. Es va adoptar un pla estratègic per assolir els objectius a la Conferència Ministerial d'Astanà. El full de ruta anomena les següents prioritats:
- Millorar la seguretat energètica adreçant l'oferta, la demanda i el trànsit;
- Mantenir un desenvolupament energètic sostenible;
- Atraure inversions;
- Convergència de mercats d'energia basant-se en els principis de mercats energètics interns de la UE.[5][12]

Aquestes activitats es finançaven a través del Banc Europeu de Reconstrucció i Desenvolupament i del Banc Europeu d'Inversions.

### Transport
Segons el Consell d'Administració de Transport de la Unió Europea, la iniciativa pretén impulsar la cooperació trans-europea en matèria de transport per interessos mutus en integrar progressivament les xarxes de transport i mercats de cada país segons marcs legals i reguladors europeus. Seguint les conclusions de la Conferència ministerial de Transport del 14 de novembre de 2004 celebrada a Bakú, es van crear quatre grups de treballs d'experts. Després de la trobada a Sofia del 2006, s'hi va afegir un cinquè grup encarregat del transport marítim.

## Països de la Iniciativa de Bakú
La major part de membres de la iniciativa, a part de Turquia, havien estat les antigues repúbliques de la Unió Soviètica:
- Armènia
- Azerbaidjan
- Belarus
- Bulgària
- Geòrgia
- Kazakhstan
- Plantilla:Country data Kirguizstan
- Moldàvia
- Romania
- Rússia (només com a membre observador)
- Tadjikistan
- Turquia
- Turkmenistan
- Ucraïna
- Uzbekistan